# Бабинка (Рязанская область)
Бабинка — деревня в Милославском районе Рязанской области России. Входит в состав Милославского сельского поселения.

## География
Деревня находится в юго-западной части Рязанской области, в лесостепной зоне, в пределах Среднерусской возвышенности, на правом берегу реки Рановы, на расстоянии примерно 10 километров (по прямой) к юго-востоку от посёлка городского типа Милославского, административного центра района. Абсолютная высота — 137 метров над уровнем моря.

### Климат
Климат характеризуется как умеренно континентальный, с тёплым летом и умеренно холодной снежной зимой. Среднегодовая температура воздуха — 4,4 °C. Средняя температура воздуха самого холодного месяца (января) — −10,4 °C (абсолютный минимум — −40 °C); самого тёплого месяца (июля) — 19,4 °C (абсолютный максимум — 39 °C). Безморозный период длится около 135—155 дней. Среднегодовое количество осадков — 548 мм, из которых 363 мм выпадает в период с апреля по октябрь. Снежный покров держится в течение 120—147 дней.

### Часовой пояс
Деревня Бабинка, как и вся Рязанская область, находится в часовой зоне МСК (московское время). Смещение применяемого времени относительно UTC составляет +3:00.

## Население
| 2010 |
| ---- |
| 4    |

### Национальный состав
Согласно результатам переписи 2002 года в деревне проживал один житель русской национальности.